# Herichthys
Genre
Herichthys est un genre de poissons de la famille des Cichlidae.

## Caractéristiques
Considéré comme synonyme de Cichlasoma pendant plusieurs décennies, Herichthys compte actuellement une dizaine d'espèces, toutes originaires d'Amérique centrale.

## Liste des espèces
Selon FishBase (25 janv. 2017) :
- Herichthys carpintis (Jordan et Snyder, 1899) ;
- Herichthys cyanoguttatus Baird et Girard, 1854 ;
- Herichthys deppii (Heckel, 1840) ;
- Herichthys minckleyi (Kornfield et Taylor, 1983) ;
- Herichthys tamasopoensis Artigas Azas, 1993 ;
- Herichthys tepehua De la Maza-Benignos, Ornelas-García, Lozano-Vilano, García-Ramírez et Doadrio, 2014?

Selon World Register of Marine Species (25 janv. 2017) :
- Herichthys pantostictus (Taylor et Miller, 1983).

Selon ITIS (25 janv. 2017) (non mis à jour depuis 2004) :
- Herichthys bartoni (Bean, 1892) ;
- Herichthys carpintis (Jordan et Snyder, 1899) ;
- Herichthys cyanoguttatum Baird et Girard, 1854 ;
- Herichthys deppii (Heckel, 1840) ;
- Herichthys labridens (Pellegrin, 1903) ;
- Herichthys minckleyi (Kornfield et Taylor, 1983) ;
- Herichthys pantostictus (Taylor et Miller, 1983) ;
- Herichthys pearsei Hubbs, 1936 ;
- Herichthys steindachneri (Jordan et Snyder, 1899) ;
- Herichthys tamasopoensis Artigas Azas, 1993.

Plusieurs autres espèces ont été proposées récemment, ainsi :
- Herichthys pratinus (De la Maza Benignos et Lozano-Vilano, 2013)[4] ;
- Herichthys pame (De la Maza Benignos et Lozano-Vilano, 2013)[4] ;
- Herichthys molango (De la Maza Benignos et Lozano-Vilano, 2013)[4]